# Montes Finisterre

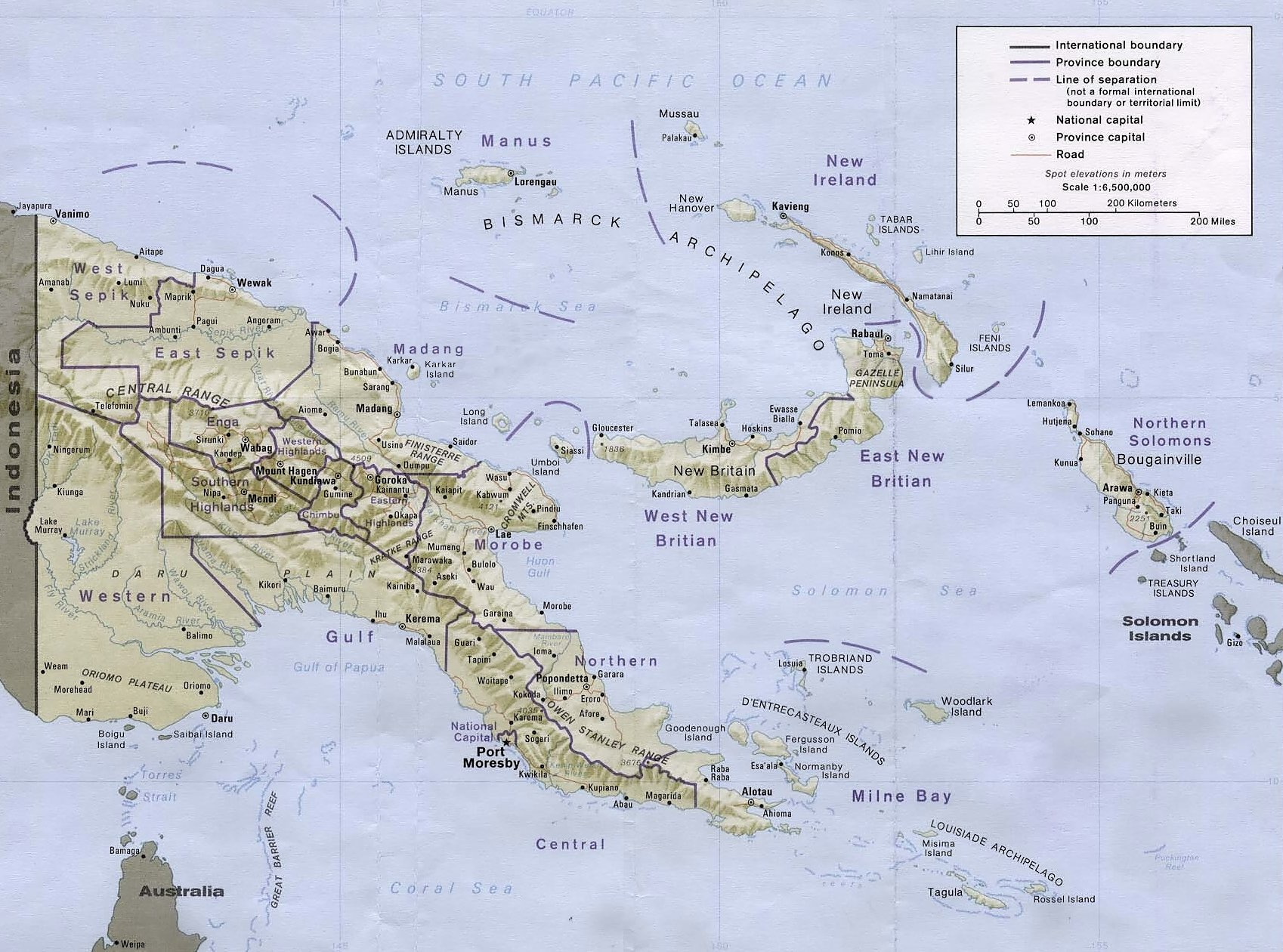
Mapa Terrestre da Papua Nova Guiné

Os Montes Finisterre são uma cordilheira no nordeste da Papua-Nova Guiné. O seu ponto mais alto não tem nome atribuído, e é o 45.º pico do mundo em proeminência topográfica, sendo-lhe atribuída a altitude de 4175 m (os dados SRTM sugerem uma altitude próxima de 4120 m). Fica na região de Momase, províncias de Madang e Morobe.
A cordilheira forma uma barreira natural entre os vales do rio Ramu e o rio Markham a sul e o estreito de Vitiaz a norte.
A campanha dos Montes Finisterre (1943-44) na Segunda Guerra Mundial, incluiu uma série de combates conhecidos como a batalha de Shaggy Ridge, opondo forças da Austrália e do Japão.